# Josef Štock
Josef Štock (ur. 6 marca 1926, zm. 17 maja 1984) – czeski hokeista, reprezentant Czechosłowacji, trener hokejowy.

## Kariera zawodnicza
- ATK Praga (1948-1950)
- TJ Dynamo Karlovy Vary (1954-1955)
- Spartak ZJŠ Brno

Karierę rozwijał w wojskowym klubie ATK Praga od 14 roku życia. Później grał w klubach z Karlowych Warów i Brna. Jako zawodnik uprawiał hokej na lodzie w latach 40. i 50. Na przełomie 1948/1950 był reprezentantem Czechosłowacji. Uczestniczył w turnieju mistrzostw świata edycji 1949 w Sztokholmie, w którym zdobył z kadrą złoty medal. Rok później był w składzie kadry kraju na zaplanowany w marcu 1950 turniej mistrzostw świata edycji 1950, lecz wraz z całą drużyną został aresztowany pod zarzutem szpiegostwa i zdrady stanu (Czechosłowacja nie wystąpiła na tym turnieju). Uzyskał tytuł mistrza sportu. Po doznaniu ciężkiej kontuzji przerwał karierę.

## Kariera trenerska
- Spartak ZJŠ Brno (1965-1966)
- ZKL Brno (1966/1967)
- ZKL Brno
- Stal Sanok (1972-1974)
- TJ Autoškoda Mladá Boleslav (1977-1979)

Uzyskał tytuł trenera I klasy. Prowadził drużynę juniorów w macierzystym klubie, wraz z którą zdobył mistrzostwo kraju w tej kategorii. Jako szkoleniowiec prowadził zespół SK Královo Pole z Brna w II lidze czechosłowackiej. W sezonie 1966/1967 od grudnia 1966 do stycznia 1967 tymczasowo prowadził zespół ZKL Brno (jego poprzednikami byli Jaroslav Jiřík i František Vaněk, a następcą František Mašláň), który zajął w tej edycji trzecie miejsce. Później trenował zespół ZKL Brno, po czym od połowy września 1972 prowadził drużynę Stali Sanok w II lidze polskiej. Pozostawał trenerem polskiego klubu w II-ligowych edycjach 1972/1973 i 1973/1974, dwukrotnie zajmując piąte miejsce. Po drugim z tych sezonów władze klubu rozwiązały z nim umowę (wcześniej zakontraktowaną do września 1974). Od 1977 do 1979 był szkoleniowcem trzecioligowego (2. liga czechosłowacka) TJ Autoškoda Mladá Boleslav.

## Osiągnięcia
Zawodnicze reprezentacyjne
- Złoty medal mistrzostw świata: 1949

Zawodnicze klubowe
- Brązowy medal mistrzostw Czechosłowacji: 1949 z ATK Praga
- Złoty medal mistrzostw Czechosłowacji: 1950 z ATK Praga

Trenerskie klubowe
- Brązowy medal mistrzostw Czechosłowacji: 1967 z ZKL Brno